# Uğur Uluocak
Yaşar Uğur Uluocak (1962, Ankara – 2. července 2003) byl turecký horolezec, fotograf a redaktor.

## Životopis
Uğur se narodil v roce 1962 v tureckém Ankaře a navštěvoval Střední školu sv. Josefa v Istanbulu a absolvoval strojní inženýrství na Technické univerzitě v Istanbulu.
Uğur se začal věnovat horolezectví v roce 1984 s horolezeckým klubem na Istanbulské technické univerzitě ITUDAK. Uğur byl výborný sportovec. Soutěžil čtyři roky v veslování, často se umístil na prvním místě. Osm let běhal střední a dlouhé vzdálenosti a poslední dva roky potápěč a cyklista. Jako celosvětově známý horolezec trénoval mnoho mladých sportovců teoretickým i praktickým způsobem.
Od roku 1999 Uğur pracoval jako fotograf, koordinátor expedic a redaktor tureckého časopisu o přírodě a outdoorového sportu Atlas. Se svým přítelem Ahmetem Köksalem psal nejen o horolezeckých dobrodružstvích, ale také o etice a historii horolezectví. Uğur byl vlivnou osobností turecké horolezecké komunity s velmi silnou a oddanou osobností a extrémně vysokou intelektuální schopností. Hovořil plynně pěti jazyky. Profesně byl přednášejícím na Marmarské univerzitě v Istanbulu.
Uğur Uluocak zemřel 2. července 2003 během sestupu v pohoří Alarcha v Kyrgyzstánu, když se rozpadla skála a on spadl do hloubky 4200 metrů. Jeho tělo našli jeho přátelé Haldun Ülkenli a Alper Işın Duran a přivezli ho do vlasti k pohřbu. Uğur je druhým mrtvým tureckým horolezcem poté, co při lezení zemřel Ali Kepenek.

## Úspěchy
- Direktaş, severní strana (sólo, za 2 hodiny) a severovýchodní dihedral, hory Ala (Turecko)
- Mt. Büyük Demirkazık, západní strana (sólo) a severní strana, hory Ala (Turecko)
- Mt. Küçük Demirkazık, jižní strana (první výstup), pohoří Ala (Turecko)
- Çağalın Başı, severozápadní strana (první výstup), pohoří Ala (Turecko)
- Ağrı (pohoří Ararat) (5 137 m), severní ledovec v létě a zimě
- Hora Elbrus (5 642 m) v Kavkazu
- Peak Vorobijov (5 685 m), Peak Chetyriokh (Peak of Fours) (6 299 m), Štít Korženěvské (7 105 m), Qullai Ismoili Somoni (7 495 m) v Pamírských horách
- Razdelnaya (6 248 m), Chan Tengri (7 010 m), Pik Lenina (7 134 m) v Kyrgyzstánu.
- K-2 (8 611 m), dva pokusy v letech 1998 a 1999
- 1999 Šiša Pangma (8 013 m) v Čínské lidové republice
- 1999 Čo Oju (8 201 m) v Nepálu, alpské sólo
- 2000 Annapurna pokus
- 2002 Mt. Reşko (4 135 m), severozápadní / severní stěna, pohoří Cilo (Turecko)